# Deutscher Industrie-Verband
Der Deutsche Industrie-Verband (DIV) war eine linkskommunistische Gewerkschaft in der Weimarer Republik.

## Entstehung
Die Wurzeln des Verbandes reichen bis ins Jahr 1918 zurück, als nach der Novemberrevolution verschiedene linkskommunistische und anarcho-syndikalistische Gewerkschaften wie etwa die FAUD, die AAUD und die Union der Hand- und Kopfarbeiter entstanden waren. Diese Gründungswelle wurde ausgelöst vor allem aus Protest gegen die Zustimmung der traditionellen freien Gewerkschaften zum Ersten Weltkrieg, aber auch durch die Unzufriedenheit mit dem als wirtschaftsfriedlich angesehenen Kurs der großen Gewerkschaften nach der Revolution. Die Austrittswelle von 1918/19 setzte sich in den 1920er Jahren fort, als die großen Gewerkschaften zunehmend kommunistische Mitglieder und ganze Ortsverbände ausschlossen.
Ins Leben gerufen wurde der DIV von Paul Weyer, einem Akteur der Novemberrevolution und Mitglied der Gruppe der Revolutionären Obleute. Weyer war Metallarbeiter und Mitglied der KPD, er wurde wegen seiner kommunistischen Betätigung 1923 aus der Gewerkschaft Deutscher Metallarbeiter-Verband ausgeschlossen und gründete gemeinsam mit anderen Ausgeschlossenen die „Union Metall“, aus der dann im März 1924 der Deutsche Industrie-Verband hervorging.
Als im selben Jahr die KPD ihre Unterstützung für alle Linksgewerkschaften einstellte und alle Mitglieder verpflichtete, in die im ADGB organisierten reformistischen Gewerkschaften einzutreten, weigerte sich Weyer, den DIV aufzugeben. Er wurde daher im September 1924 aus der Partei ausgeschlossen.

## Entwicklung und Ausrichtung
Der DIV hatte anfangs ca. 8000 Mitglieder, im Jahr 1929 bis zu 20.000. Danach sank die Zahl aufgrund von Spaltungen und internen Differenzen. Vor allem Bauarbeiter waren im DIV organisiert.
Der DIV vertrat das Industrieverbandsprinzip, d. h., er organisierte seine Mitglieder nach der Losung „Ein Betrieb – Ein Industriezweig – Eine Gewerkschaft“. Der DIV war somit in mehrere Industriegruppen gegliedert, die die Arbeiter eines Industriezweiges zusammenfasste. Das bis dahin vorherrschende Berufsprinzip in den Gewerkschaften lehnte der DIV ab. Geographisch war der DIV in mehrere Wirtschaftsbezirke mit eigenen Leitungen gegliedert, die Zentrale befand sich in Berlin, seit 1929 in Mannheim.
Die politische Orientierung war revolutionär-marxistisch, der DIV kritisierte einerseits die reformistische und wenig konfliktbereite Orientierung der ADGB-Gewerkschaften, distanzierte sich jedoch gleichermaßen scharf von der KPD, die er als verlängerten Arm der sowjetischen Außenpolitik ansah. Der DIV war somit eine der wenigen antistalinistischen, unabhängig-kommunistischen Organisationen in der Weimarer Republik. In seiner Zeitschrift, der „Revolutionären Kampf-Front“, wurde ausführlich über die Linke Opposition in der Sowjetunion, über Zwangskollektivierung, die Repression gegen die Gewerkschaften und die Inhaftierung und Verfolgung ehemaliger Revolutionäre wie etwa Leo Trotzki berichtet.
Als Vorbilder für seine Politik berief sich der DIV auf Rosa Luxemburg und Karl Liebknecht, aber auch auf Lenin und die ursprünglichen Impulse der Oktoberrevolution. Auch Karl Korsch, bekannter Rechtsprofessor und Begründer der Tradition des Neomarxismus in Deutschland, engagierte sich im DIV und schrieb für die Verbandszeitschrift. Bekannte Mitglieder des DIV waren der marxistische Theoretiker Karl Korsch und Richard Müller, der Kopf der Revolutionären Obleute und erste Leiter der Reichsgewerkschaftszentrale der KPD.

## Spaltung und Ende
Anfang 1929 spaltete sich der Verband über eine Korruptionsaffäre, der Wirtschaftsbezirk Sachsen machte sich selbständig. Viele Mitglieder wandten sich enttäuscht ab und wechselten zu anderen Linksgewerkschaften. Auch der wiederum veränderte Kurs der KPD, die nun mit der Revolutionären Gewerkschafts-Opposition (RGO) eine eigene Parallelbewegung organisierte, gefährdete die Existenz des DIV und vergleichbarer Organisationen. Nicht wenige Anhänger orientierten insbesondere ab Ende 1930 auf eine enge Kooperation mit der RGO oder organisierten sich in deren „roten Verbänden“, da sie sich von diesen trotz der RGO-Spaltungsstrategie eine bessere gewerkschaftliche Schlagkraft erhofften.
Das endgültige Ende des DIV kam mit der Machtergreifung der Nationalsozialisten 1933.